# 张齐 (南朝)
張齊（457年—523年），字子響、又字子嚮，馮翊郡人，南朝齊、南朝梁軍事人物。

## 生平
張齊少有胆气。开始在荊府司馬垣历生属下。垣历生酗酒，虐待属下，不甚礼遇張齊。垣历生罢官退任，張稷为荊府司馬，張齊接着成为張稷的属下。張稷信任張齊，家居细事都托付给張齊。後跟随張稷回到建康。永元二年（500年），張稷担任南兗州刺史，擢張齊为府中兵参军，委以軍事。
蕭衍起兵，蕭宝卷召還張稷，都督宮城諸軍事。蕭衍率軍包围建康，張齊和王珍国计划殺害蕭宝卷。夜間说服張稷，翌日早晨与張稷、王珍国抵达内殿，張齊手刃蕭宝卷。天监元年（502年），蕭衍即位，封张齐安昌县侯，为宁朔将军、历阳郡太守。張齊不读书，目不识字，但在郡清廉。
天监二年（503年），召還为虎賁中郎将。未拜，转任天門郡太守，寧朔将軍如故。天监四年（505年），北魏将领王足攻打巴蜀，張齊担任輔国将軍救援蜀地。未至，王足撤退，張齊進駐南安。天监七年（508年）秋，命張齊置大剑、寒冢二戍，軍回益州。同年，转任武旅将軍、巴西郡太守。加征遠将軍。天监十年（511年），巴西郡姚景和糾合少数民族，遮断長江水路，攻破金井。張齊在平昌討平姚景和。
北魏奪得南鄭，梁朝在益州之西置南梁州。南梁州草创，都靠益州供給。張齊征收少数民族食粮，得米二十万斛。兴冶铸，作为南梁州的产业。
天监十一年（512年），进假节、督益州外水诸军。天监十二年（513年），北魏将领傅竖眼攻打南安，張齊率軍抗拒，傅竖眼退走。天监十四年（515年）转任信武将軍、巴西梓潼二郡太守。同年，葭萌任令宗杀死北魏晋寿郡太守，归顺南梁。張齊被益州刺史鄱陽王蕭恢派遣率兵三万，迎接任令宗。天监十五年（516年），北魏東益州刺史元法僧派遣儿子元景隆抵御張齊，張齊在葭萌击败北魏軍，攻下十数城，北魏将领丘突、王穆降梁。北魏傅竖眼前来增援，張齊兵少敗退返軍。葭萌再属北魏。
張齊長年駐在益州，镇压少数民族反抗，战斗不停。軍中身亲劳辱，与士卒同其勤苦、自建顿舍城垒，调给食糧衣服。
天监十七年（518年），转任持节、都督南梁州诸军事、智武将军、南梁州刺史。普通四年（523年），转任信武将军、征西鄱阳王司马、新兴、永宁二郡太守。未行而卒。享年六十七岁。追贈散騎常侍、右衛将軍。谥壮。

## 延伸阅读
[在维基数据编辑]
 《梁書·卷17》，出自姚思廉《梁書》